# ترس آریزونا
ترس آریزونا (انگلیسی: Arizona Terror) فیلمی در ژانر وسترن به کارگردانی فیل روزن است که در سال ۱۹۳۱ منتشر شد. از بازیگران آن می‌توان به کن مینارد و لینا بسکت اشاره کرد.